# تمام پسران را پاتریک صدا می‌زنند
تمام پسران را پاتریک صدا می‌زنند (فرانسوی: Tous les garçons s'appellent Patrick‎) یک فیلم کوتاه کمدی فرانسوی به نویسندگی اریک رومر و کارگردانی ژان-لوک گدار است که در سال ۱۹۵۷ منتشر شد. این فیلم پیش از اینکه گدار و رومر به عنوان فیلمسازان موج نوی فرانسه به شهرت برسند، ساخته شده است.